# Lawrence Feuerbach
Lawrence Edward Joseph « Leon » Feuerbach (né en juillet 1879 et décédé le 16 novembre 1911) est un athlète américain spécialiste du lancer de poids et du tir à la corde. Son club était le New York Athletic Club.

## Biographie

### Palmarès
| Date | Compétition           | Lieu        | Résultat | Épreuve         | Performance |
| ---- | --------------------- | ----------- | -------- | --------------- | ----------- |
| 1904 | Jeux olympiques d'été | Saint-Louis | 3e       | Lancer du poids | 13,37 m     |
| 1904 | Jeux olympiques d'été | Saint-Louis | 4e       | Tir à la corde  | —           |

### Records
| Épreuve         | Performance | Lieu | Date |
| --------------- | ----------- | ---- | ---- |
| Lancer de poids | 14,48 m     |      | 1906 |